# Hemiberlesia securidacae
Hemiberlesia securidacae är en insektsart som först beskrevs av Hall 1929.  Hemiberlesia securidacae ingår i släktet Hemiberlesia och familjen pansarsköldlöss. Inga underarter finns listade i Catalogue of Life.